# Christine Stephan-Brosch
Christine Stephan-Brosch (* 17. März 1939 in Ebersbach/Sa.) ist eine deutsche Fotografin.

## Leben und Werk
Christine Brosch besuchte von 1955 bis 1958 die Arbeiter- und Bauernfakultät der Hochschule für Bildende Künste Dresden, wo sie das Abitur erwarb, und studierte von 1959 bis 1964 in der Fachrichtung Fotografie der Hochschule für Grafik und Buchkunst Leipzig. 1963 heiratete sie den späteren Bildhauer Harald Stephan. 1964 wurde ihr Sohn geboren.
Nach dem Diplom als Fotografikerin war sie von 1965 bis 1968 in Dresden Zeitungsgestalterin bei der Illustrierten Zeit im Bild. Von 1967 bis 2006 beschäftigte sie sich auch mit der von ihr selbst entwickelten Technik der Fotostickerei. Bis 1970 arbeitete Christine Stephan-Brosch freischaffend als Fotografin in Dresden und dann in Karl-Marx-Stadt bzw. Chemnitz, dort u. a. für die Galerie Oben. 1997 zog sie in das Erzgebirge nach Siebenhöfen, wo sie bereits seit 1991 in einer früheren Scheune eine Galerie führte.
Christine Stephan-Brosch schuf u. a. Akt-Fotografien und Porträts bildender Künstler, insbesondere aus dem Chemnitzer Raum, und Bilder von Bäumen, „an denen der Einfluss des Menschen auf die Natur sichtbar wird“. Sie arbeitete mit Mittelformatkameras, in der DDR vor allem mit Praktisix und Pentacon six.
Sie ist auch Autorin von Büchern mit eigenen Fotos und war seit Ende der 1980er Jahre verstärkt journalistisch tätig.
Die Kunstsammlungen Chemnitz erwarben eine Anzahl ihrer Arbeiten. Fotos befinden sich u. a. auch im Kupferstichkabinett Dresden und im Mauersberger Museum in Großrückerswalde-Mauersberg.
Christine Stephan-Brosch war bis 1990 Mitglied des Verbands der Journalisten der DDR und ab 1968 des Verbands Bildender Künstler der DDR.
In der Zeit der DDR hatte sie mehrere Einzelausstellungen und war sie im In- und Ausland (Bordeaux, Brno, Buenos Aires, Łódź, Moskau und Prag) auf wichtigen Gruppenausstellungen vertreten.

## Selbstreflexion
„Fotografieren bedeutet für mich Spuren suchen, meine Spuren festhalten und somit hinterlassen … Ich verabscheue in der Fotografie das bewusst Hässliche, das gesucht Witzige, das drapierte Schöne und Hübsche, das Obszöne. Ich suche das Wahre und Natürliche …“

## Rezeption
„… beeindruckt mit ihren Porträts. Bilder von Menschen und Bäumen, die in ihrer Unmittelbarkeit und Lebensnähe ihresgleichen suchen.“

## Werke

### Buchpublikationen mit Fotografien Christine Stephan-Broschs (unvollständig)
- Kurt Liebmann (Texte): Dresden. Stadt der Künste. VEB Verlag der Kunst, Dresden, 1970
- Horst Jähner (Hrsg.): Weggefährten. 25 Künstler der Deutschen Demokratischen Republik. Verlag der Kunst, Dresden, 1970
- Christine Stephan-Brosch: Kreuzkantor Rudolf Mauersberger. Bilder seines letzten Jahrzehnts 1961–1971. Evangelische Verlagsanstalt, Berlin, 1988
- Christine Stephan-Brosch und Heike Einenkel (Red.): Zwiesprache mit der Heimat. Uwe-Band-Verlag, Oberwiesenthal, 1992
- Romy Donath: Theo Adam und Peter Schreier. Zwei Jahrhundertsänger aus Dresden. Donatus Verlag, 2021

### Publizierter Essay
- Beiträge zur Malerei und Grafik im Bezirk Halle aus den letzten fünfundzwanzig Jahren. In: Wissenschaftliche Beiträge. Martin-Luther-Universität Halle-Wittenberg; 1989

## Ausstellungen (unvollständig)

### Teilnahme an zentralen und wichtigen regionalen Ausstellungen in der DDR
- 1974, 1979 und 1985: Karl-Marx-Stadt, Bezirkskunstausstellungen
- 1984: Berlin, Altes Museum („Junge Künstler der DDR“)
- 1984/1985 Karl-Marx-Stadt, Städtisches Museum am Theaterplatz
- („Retrospektive 1945–1984. Bildende Kunst im Bezirk Karl-Marx-Stadt“)
- 1985: Dresden, Albertinum („Bekenntnis und Verpflichtung“)

### Ausstellungen seit der deutschen Wiedervereinigung
- 2024: Chemnitz, Kunstsammlungen am Theaterplatz („Vier Frauen. Vier Lebensläufe. Fotografieren in der DDR“; mit May Voigt, Evelyn Krull und Gerdi Sippel)[4]
- 2024: Chemnitz, Neue Sächsische Galerie („Die gespaltene Generation.“)[5]